# Live at AllSaints Studios
Live at AllSaints Studios è un EP degli Imagine Dragons, pubblicato il 4 agosto 2017.

## Tracce
1. Thunder (Live) (Acoustic) – 3:34 (Imagine Dragons, Alex da Kid, Jayson DeZuzio)
2. Believer (Live) (Acoustic) – 3:56 (Imagine Dragons, Mattman & Robin, Justin Tranter)
3. Whatever It Takes (Live) (Acoustic) – 3:43 (Imagine Dragons, Joel Little)
4. Hand in My Pocket (Live) (Acoustic Cover) – 3:05 (Glen Ballard, Alanis Morissette)

## Formazione
- Dan Reynolds – voce, sintetizzatore
- Ben McKee – chitarra acustica, cori
- Wayne Sermon – basso, cori
- Daniel Platzman – batteria elettronica e acustica, percussioni, cori
- Elliot Schwartzman – tastiera, cori